# Mateo Nicolás Martínez
 Mateo Nicolás Martínez  (nacido el 5 de marzo de 1994) es un tenista profesional argentino, nacido en la ciudad de Buenos Aires. 

## Carrera
Su mejor ranking individual es el Nº 390 alcanzado el 1 de diciembre de 2014, mientras que en dobles logró la posición 291 el 26 de agosto de 2013.
No ha logrado hasta el momento títulos de la categoría ATP ni de la ATP Challenger Tour, aunque sí ha obtenido varios títulos Futures tanto en individuales como en dobles.